# Alessandro Danesin
Alessandro Danesin (ur. 3 marca 1962 w Wenecji) – włoski menedżer i polityk, poseł do Parlamentu Europejskiego IV kadencji.

## Życiorys
Z wykształcenia doradca podatkowy. W latach 1994–1999 z listy Forza Italia sprawował mandat eurodeputowanego IV kadencji. Był m.in. członkiem Komisji ds. Petycji oraz Komisji ds. Transportu i Turystyki. Po odejściu z PE działał w lokalnych strukturach FI i Ludu Wolności. Był członkiem zarządu, a w 2015 objął stanowisko prezesa kasyna Casinò di Venezia.